# BAT×DRAGON
『BAT×DRAGON』（バットアンドドラゴン）は、林ふみのによる日本の漫画作品。スクウェア・エニックスのウェブコミック配信サイト『ガンガンONLINE』で2010年3月18日更新分から10月28日更新分まで連載された。第4話のみ『ガンガン戦-IXA-』2010年夏の陣に掲載された。

## 単行本
1. 2010年6月18日 ISBN 978-4-7575-2894-9
2. 2011年1月22日 ISBN 978-4-7575-3125-3